# Midnight Gold
Midnight Gold ist ein Lied der georgischen Band Nika Koscharow & Young Georgian Lolitaz. Die Gruppe hat mit dem Stück Georgien beim Eurovision Song Contest 2016 vertreten und den 20. Platz erreicht.
Der ursprüngliche Song wurde von Kote Kalandadze komponiert, am 11. März 2016 wurde eine von Thomas G:son bearbeitete Version veröffentlicht. Das Lied hatte am 15. Februar 2016 die georgische Vorentscheidung für den Eurovision Song Contest gewonnen.